# Haquinus Kylander
Haquinus Kylander, född 8 september 1674 i Västra Hargs församling, Östergötlands län, död 4 april 1719 i Häradshammars församling, Östergötlands län, var en svensk präst.

## Biografi
Haquinus Kylander föddes 1674 i Västra Hargs församling. Han var son till kyrkoherden Petrus Kylander och Margaretha. Kylander blev 1696 student vid Lunds universitet och 20 mars 1700 vid Uppsala universitet. Han prästvigdes 1703 och blev krigspräst vid Östgöta kavalleriregemente 1704. År 1708 blev han kyrkoherde i Häradshammars församling. Kylander avled 1719 i Häradshammars församling och begravdes 6 juni samma år.
Ett porträtt av Kylander finns i Häradshammars kyrkas sakristia.

### Familj
Kylander gifte sig 1704 med Elisabeth Tzander. Hon var dotter till kyrkoherden Johannes Tzander och Chatarina Ventilia i Höreda församling. De fick tillsammans barnen privatläraren Johan Kylander (1705–1769) i Stockholm, Petrus Kylander (1709–1709), Christina Margareta Kylander som var gift med kyrkoherden Johan Alnander i Kimstads församling och kyrkoherden J. Palmaerus i Häradshammars församling, Catharina Kylander (1711–1744) som var gift med häradsskrivaren Johan Ljungström i Göstrings härad, pedagogen Claës Kylander (1712–1771) i Stockholm, bokhållaren Nils Kylander (1713–1761) i Stockholm, Elisabeth Kylander (1715–1715), Brita Kylander (1716–1717) och Maria Elisabet Kylander som var gift med kyrkoherden Ericus Kindahl i Östra Husby församling. Efter Haquinus Kylander gifte Elisabeth Tzander om sig med kyrkoherden Petrus Wettersten i Häradshammars församling.